# Peneus
În mitologia greacă, Peneus (Πηνειός) a fost un zeu al fluviilor, unul din cele trei mii de Fluvii, fiul lui Oceanus si al lui Thetys. Nimfa Creusa i-a născut un fiu, Hypseus, care a fost regele Lapiților, și trei fiice, Cyrene, Daphne și Stilbe
Eros, zeul elen al Dragostei, îl atinse pe Apollo cu una din săgețile sale, făcându-l să se îndrăgostească de Daphne, fiica lui Peneus. O versiune arcadiană a mitului relevă faptul că ea era fiica fluviului Ladon.
Eros elaborase acest plan deoarece a fost furios pe Apollo, care îi batjocorise talentele de arcaș; totodata era iritat de cântecul zeului. Daphne se rugase zeului Peneus să o ajute, iar acesta o preschimba într-un dafin, care va fi consacrat lui Apollo.